# Дубы-колдуны
Дубы-колдуны — российская супергруппа, созданная в 1993 году в Санкт-Петербурге. Параллельный кавер-проект музыкантов «ДДТ», «Алисы» и «НЭП». Идеологом создания коллектива в духе ВИА был Андрей «Худой» Васильев, «музыкально-художественным руководителем» стал его коллега Вадим Курылёв. Группа просуществовала несколько лет и записала два альбома — «Там, за горизонтом» (1993) и «Не повторяется такое никогда?» (1995). Распалась в 1996 году.

## История
Группа была сформирована весной 1993 года, после неудавшейся попытки ритм-гитариста «ДДТ» Андрея Васильева собрать свой музыкальный проект «Айболит-66», идея которого появилась в 1990 году. Название коллектива предложил Сергей Паращук, по строчке из знаменитой «Песни про зайцев». В репертуар вошли кавер-версии песен из мультфильма «Бременские музыканты», кинокомедий Леонида Гайдая, отечественных ВИА 1970-х годов: «Весёлых ребят», Пламени, «Поющих сердец», «Поющих гитар» и «Самоцветов».
В состав группы «Дубы-колдуны» вошли: Андрей «Худой» Васильев (гитара, вокал), Вадим Курылёв (бас-гитара, вокал), Евгений Лёвин (гитара, вокал), Сергей Паращук (вокал, тамбурин), и Михаил Нефёдов (барабаны).
Подобные традиции присутствовали в Ленинграде, как минимум, с начала 1980-х годов: в репертуаре «Аквариума» часто были осовремененные версии некоторых советских песен, а позднее «Стандарт» клавишника «Странных игр» Николая Гусева исполнил целую программу «твистов, шейков и рок-н-роллов».
Первое выступление произошло на ретро-вечеринке «Оранжевая Мама», организованной «Радио Балтика» в марте 1993 года. 
Весной 1993 года «Дубы-Колдуны» дали ещё несколько концертов, в том числе в клубе «ОсоАвиАхим», где к ним присоединился Николай Гусев («АВИА»), в августе выступили на ночной вечеринке в Манеже. При участии групп «Браво», «Препинаки» и «88 воздушных поцелуев» в сентябре были участниками пароходного круиза «ОсоАвиАхима», а также записали на студии «Indie» свой альбом «Там, за горизонтом» (в роли звукорежиссёра выступил Александр Миронов, Н. Гусев играл на органоле, бас-вокал — Александр Ливер из «НОМ»). В конце того же года альбом выпустила на кассетах и компакт-дисках московская независимая компания «Тау-продукт».
В марте 1994 года «Дубы-Колдуны» стали одними из хэдлайнеров первого фестиваля журнала «Rock Fuzz» «АэроFuzz» в Театре «Балтийский Дом», где играли на площадке «Dancing Party». Несколько концертов состоялись в Москве, например, в клубе «Sexton Fo.Z.D.» и в телецентре на Шаболовке. 
В марте-апреле 1995 года музыканты записывали второй альбом «Не повторяется такое никогда?» (названием стала строка из одноименной песни «Самоцветов»). Работа шла на студии «ДДТ» на Тамбовской, в ДК Железнодорожников, звукорежиссёром и продюсером был Андрей Муратов. В записи участвовали Игорь Романов — соло-гитара, Игорь Доценко — ковбелл, Игорь Тихомиров — безладовый бас, а также Юрий Шевчук, который спел в одном из вариантов песню «Солнце взойдёт», но потом передумал. На компакт-диск песня попала с голосом Курылёва. Однако, успела выйти в свет аудиокассета с шевчуковским, и на некоторые радиостанции также был отправлен данный сингл.
Ещё до окончания записи стало ясно, что несомненным хитом нового альбома станет знаменитый «Клён» из репертуара «Синей птицы», поэтому группа и Андрей Муратов решили сделать первый официальный клип. Видео снималось в начале августа 1995 года, близ телецентра, на берегу Карповки, с участием Вадима и Глеба Самойловых, Насти Полевой, Вячеслава Бутусова, Сергея Галанина, Владимира Шахрина и Олега Гаркуши.
Сведение альбома закончилось осенью 1995 года. Андрей Муратов начал готовить съёмки второго клипа. Песню «Солнце взойдёт» должны были исполнить вместе Юрий Шевчук и Ирина Хакамада. Но лидер «ДДТ» отказался и наложил запрет на трансляцию, потребовав изъять его голос из фонограммы. Тем не менее, в эфире «НТВ» было показано видео именно с голосом Шевчука. Константин Кинчев обещал спеть с группой песню „Увезу тебя я в тундру“, но этого не произошло. 
Весной 1996 года альбом «Не повторяется такое никогда?» был издан «DDT Records». Последний концерт состоялся в июле 1996 года в петербургском клубе «Полигон».
Распад произошёл по нескольким причинам: активная гастрольная деятельность «Алисы», «ДДТ» и «НЭПа», а также популярность серии «Старые песни о главном» и коммерческий характер исполнения российской эстрадой произведений советских ВИА.

## Критика
По мнению Алексея Мажаева, «Дубы-колдуны» взялись за композиции в то время, когда публика ещё не успела толком соскучиться по советской эстраде. Это было до «Старых песен о главном», запустивших моду на музыкальную ностальгию, появления группы «Приключения Электроников» с их панк-обработками ретро-шлягеров и проекта «Неголубой огонёк», где рокеры перепевали поп-хиты. «Дубам-колдунам» не нравилась коммерческая направленность новых перепевок, ведь к своей группе они относились больше как к шутке. Спустя 20 с лишним лет решение разойтись кажется очень правильным и своевременным — их версии просто не выдержали бы конкуренции с восстановленными оригиналами и новыми каверами от поп-звёзд. Им можно подпевать, песни прошли испытание временем, но в целом пластинки звучат менее убедительно, чем сборники «Приключений Электроников». Во-первых, если это шуточный проект, то непонятно, где смеяться. «Дубы-колдуны» пытались поиздеваться над советскими ВИА, которые ненавидели все подпольные рокеры, но у них не получилось: вместо этого музыканты довольно точно воспроизвели сдержанное звучание «Голубых гитар», практически не добавив туда настоящего рока. Дело в том, что Вадим Курылёв и Андрей Васильев никогда не были особо яркими и эмоциональными шоуменами. Не предложив собственных оригинальных ходов, «Дубы-колдуны» не справились и с копированием первоисточников. С «Голубыми гитарами» они совпали, а там, где нужны вокальная техника и эмоции, начинали «плавать»: песни «Самоцветов» и «Бременских музыкантов» очень хороши, но в исполнении «Дубов» слушать их непросто.

## Дискография
Студийные
- 1993 — Там, за горизонтом
- 1995 — Не повторяется такое никогда?

Сборники
- 1995 — Свободная культура. Звуки северной столицы[12]
- 1995 — Чума-Дэнс
- 1997 — DJ Валдай & DJ Василич — По колено
- 2002 — DetcКий CaD. Штаны На Лямках. Песни нашего детства[13]
- 2006 — DDT Family